# Steve McClaren
Steve McClaren est un footballeur anglais, né le 3 mai 1961 à York (Angleterre), désormais reconverti au poste d'entraîneur.
Il a notamment entraîné le club de Middlesbrough entre 2001 et 2006, remportant la Coupe de la Ligue anglaise en 2004 et amenant le club en finale de la Coupe UEFA en 2006. Il est par la suite sélectionneur de l'équipe nationale anglaise du 1er août 2006 au 22 novembre 2007.

## Biographie

### Club
Milieu de terrain dans les clubs de Hull City, Derby County, Lincoln City, Bristol City puis Oxford United, Steve McClaren a dû mettre un terme à sa carrière prématurément en 1990 à la suite d'une grave blessure. 
Immédiatement, il s'est reconverti en tant qu'entraîneur. Entraîneur adjoint de l'équipe d'Oxford United, il en devient l'entraîneur principal en 1995. Puis, après un passage sur le banc de touche de Derby County (en tant qu'adjoint), il rejoint en 1999 la formation de Manchester United où il devient le bras droit d'Alex Ferguson. Après deux saisons, il est recruté par Middlesbrough, club où il officie jusqu'à la fin de la saison 2006. Sous sa direction, Middlesbrough a notamment remporté la Coupe de la Ligue en 2004 et atteint la finale de la Coupe UEFA en 2006. Il devient en juin 2008 entraineur du club néerlandais du FC Twente, où il fait des miracles avec ce petit club, regagnant ainsi une crédibilité perdue après la non-qualification de l'équipe d'Angleterre à l'Euro 2008. En mai 2010, il devient le nouveau manager du VfL Wolfsburg, poste dont il a été limogé le 7 février 2011.
Le 13 juin 2011, il est nommé entraîneur de Nottingham Forest en remplacement de Billy Davies.
En janvier 2012, il reprend son poste d'entraîneur au FC Twente. À la suite des mauvais résultats du club, il démissionne en février 2013.
Le 2 juillet il rejoint le staff des Queens Park Rangers pour épauler Harry Redknapp.
Le 10 juin 2015, il devient l'entraîneur de Newcastle pour trois ans. Le 11 mars 2016, le club met un terme à son contrat alors que l'équipe occupe la 19e et avant dernière place de la Premier League.

### International
En 2000, il devient l'entraîneur responsable de la formation de l'équipe nationale anglaise sous Sven-Göran Eriksson. Puis, en mai 2006 il est choisi pour remplacer Eriksson, au détriment de Luiz Felipe Scolari, Martin O'Neill, Sam Allardyce et Alan Curbishley qui étaient des autres candidats pour le poste. 
À la suite de choix discutés, il est démis de ses fonctions au lendemain de l'échec de la sélection anglaise aux éliminatoires de l'Euro 2008. L'Angleterre a perdu le dernier match décisif contre la Croatie (2-3 à Wembley), alors qu'il ne lui fallait qu'un seul point pour se qualifier pour l'Euro.

## Carrière d'entraîneur
| Saison                           | Équipe              | Pays       | Division       |
| -------------------------------- | ------------------- | ---------- | -------------- |
| 2001 - 2002                      | Middlesbrough FC    | Angleterre | Premier League |
| 2002 - 2003                      | Middlesbrough FC    | Angleterre | Premier League |
| 2003 - 2004                      | Middlesbrough FC    | Angleterre | Premier League |
| 2004 - 2005                      | Middlesbrough FC    | Angleterre | Premier League |
| 2005 - 2006                      | Middlesbrough FC    | Angleterre | Premier League |
| 2006 - 2007                      | Équipe d'Angleterre | Angleterre | -              |
| 2007 - novembre 2007             | Équipe d'Angleterre | Angleterre | -              |
| 2008 - 2009                      | FC Twente           | Pays-Bas   | Eredivisie     |
| 2009 - 2010                      | FC Twente           | Pays-Bas   | Eredivisie     |
| 2010 - 7 février 2011            | VfL Wolfsburg       | Allemagne  | Bundesliga     |
| 13 juin 2011 - 2 octobre 2011    | Nottingham Forest   | Angleterre | Championship   |
| 5 janvier 2012 - 26 février 2013 | FC Twente           | Pays-Bas   | Eredivisie     |
| 30 septembre 2013 - 25 mai 2015  | Derby County        | Angleterre | Championship   |
| 10 juin 2015 - 11 mars 2016      | Newcastle           | Angleterre | Premier League |
| 12 octobre 2016 - 12 mars 2017   | Derby County        | Angleterre | Championship   |
| 18 mai 2018 - 1er avril 2019     | Queens Park Rangers | Angleterre | Championship   |

## Palmarès
- Middlesbrough Football Club
  - Vainqueur de la Carling Cup: 2004
  - Vainqueur de la League Cup: 2004
  - Finaliste de la Coupe de l'UEFA : 2006

- FC Twente
  - Champion des Pays-Bas (1) : 2010
  - Vice-Champion des Pays-Bas (1) : 2009